# Kongedyssen von Slagelse
Der Kongedyssen von Slagelse (auch Kong Slags Dysse, Slagelsedysse oder Landsgrav genannt) ist eine zwischen 3500 und 2800 v. Chr. errichtete Megalithanlage der Trichterbecherkultur (TBK). Sie liegt am Bavnehøjvej, westlich von Slagelse in Sankt Peders Lan auf der dänischen Insel Seeland. 
Das etwa 57 m lange, Südwest-Nordost orientierte Hünenbett war von mehr als 80 Randsteinen gefasst, von denen die meisten auf der Südostseite in situ erhalten sind, während sie auf der Nordwestseite mehrheitlich verkippt sind. Trotz seiner Länge hat der Kongedyssen (dt. Königsdolmen) nur die kleine, querliegende Kammer eines Urdolmens, bestehend aus zwei erhaltenen Tragsteinen und einem Deckstein. Die etwa mittig im Nordteil gelegene Kammer ist wissenschaftlich nie untersucht worden, da sie zu stark gestört war, um das besondere Interesse der Archäologen zu wecken.
Dolmen mit dem Namen Kongedyssen oder Kongehøj(en) gibt es mehrfach in Dänemark. Meistens werden besonders große Hünenbetten wie die Kongedysse von Allerød so genannt. Auch der Dæmpegårdsdyssen trägt diesen Beinamen. Mythische Königsnamen verknüpfen sich mit diesen vorzeitlichen Denkmälern: 
- Kong Asger Høj (auf Møn),
- Kong Dyver Sten, Kong Grøns Høj, Kong Svends Høj (alle auf Lolland),
- Kong Holms Høj, Kong Renes Høj (beide auf Langeland),
- Kong Lavses Grav (auf Lyø)
- Kong Knaps Dige (Wallanlage), Kong Lavses Grav, Kong Rans Høj (alle auf Jütland),
- Kong Haralds Dysse, Kong Skjolds Høj (König Schild), Kong Øres Grav, Kong Svends Høj (ein Hügelgrab) und Kong Suders Høj (alle auf Seeland).